# 28276 Filipnaiser
28276 Filipnaiser este un asteroid din centura principală de asteroizi.

## Descriere
28276 Filipnaiser este un asteroid din centura principală de asteroizi. A fost descoperit pe 10 februarie 1999 la Socorro, New Mexico, în cadrul proiectului LINEAR. Asteroidul prezintă o orbită caracterizată de o semiaxă mare de 2,41 ua, o excentricitate de 0,18 și o înclinație de 3,5° în raport cu ecliptica.